# Little Wratting
Little Wratting est un village et une paroisse civile du Suffolk, en Angleterre.